# Ciro Caversazzi
Ciro Caversazzi (Bergamo, 24 gennaio 1865 – Bergamo, 1º maggio 1947) è stato un letterato italiano.

## Biografia
Nato il 24 gennaio 1865 a Bergamo da Luigi e Sofia Tamburini, intraprese gli studi classici evidenziando presto importanti capacità oratorie: già nel 1882 viene menzionato dalle cronache cittadine per un discorso da lui pronunciato il 2 luglio presso il teatro Riccardi in occasione della commemorazione di Giuseppe Garibaldi.
Dopo essersi laureato in legge presso l'Università di Bologna, nel 1889 si dedicò all'attività politica venendo eletto nelle liste dell'amministrazione Finardi, di stampo liberale, per la quale ricoprì anche il ruolo di assessore.
Uomo di cultura, oratore, umanista, storico dell'arte, poeta ed epigrafista, si adoperò in ambito cittadino al fine di migliorare il livello di alfabetizzazione degli strati sociali meno abbienti, fondando (nel 1891) e presiedendo la “Lega per l'educazione del popolo”, organo complementare alle scuole pubbliche.
Attivissimo in ambito sociale e culturale, fu membro della “Commissione elaboratrice dell'enciclopedia Treccani”, rendendosi protagonista di numerose iniziative volte a stimolare l'ambiente culturale cittadino: fondò e diresse la “società del quartetto”, legata all'ambito musicale, la “società di cultura” ed il “Circolo Artistico Bergamasco”, indirizzate verso letteratura e belle arti, la rivista “Bollettino della Civica Biblioteca” (poi rinominata “Bergomum”), presiedendo inoltre sia la “Commissione Amministratrice della Civica Biblioteca”, carica ricoperta dal 1907 al 1920, che il “Comitato per il ristabilimento degli antichi palazzi comunali” (che si occupò, tra gli altri, della sistemazione della porta sant'Alessandro, del monumento a Garibaldi e della Rocca) e rivestendo la carica di commissario ordinario della biblioteca civica.
La sua fervida presenza nella vita cittadina è testimoniata inoltre dai numerosi discorsi effettuati in occasione di inaugurazioni (in particolar modo di mostre e monumenti) e commemorazioni.
Massone, fu membro della Loggia Pontida di Bergamo.
Morì il 1º maggio 1947 a causa di una grave infezione polmonare. L'anno successivo la sua città inaugurò una biblioteca civica a lui intitolata, nella centralissima via Tasso.

## Opere principali
- Egloga d'Autunno (1888), dialogo tra il poeta e la Musa
- Pathos  (1893), raccolta di versi
- Nota critica sul Tasso e l'Utopia (1896), saggio, Hoepli
- Notizie di Giovanni Carnovali (1897), Istituto Italiano d'Arti Grafiche (1933 e 1946)
- Poesie e prose italiane e latine edite ed inedite di Lorenzo Mascheroni (1903), Istituto italiano d'Arti Grafiche
- Onoranze al professore Torquato Taramelli, Istituto Italiano d'Arti Grafiche (1916)
- Confidenze, lirica (1922)